# 若柳流
若柳流（わかやぎりゅう）は、日本舞踊の流派のひとつである。
手振りの多いことが特徴で、品のある舞踊と評される。1895年に若柳吉松（後の初代若柳壽童）により創流され、柳橋をはじめ花街に一大勢力を築き、壽童の後を継いだ初代若柳吉蔵によって日本全国に勢力を広め、今日では日本舞踊における5大流派のひとつとして数えられる。
分家独立や勢力争いなどが元で、数多くの分派が存在している。

## 歴史

### 創流から発展まで
若柳流の創始者となった若柳吉松は、本名を若林勇吉といい、もとは花柳流の家元花柳壽輔の門下で舞踊を学んでいた。勇吉は壽輔の幼名である「芳松」の名を与えられ、壽輔と共に多くの舞台の振付に携わっていたが、意見の相違がもとで1893年に破門される。その後、それまでの芸名（花柳芳松）と本名を組み合わせ「若柳吉松」を名乗り、若柳流を立てた。
創流後の吉松は舞台の振付から離れて、花柳界に勢力を広げ、柳橋を中心として各地に地盤を築いた。吉松は1905年に「壽童」に改名し、1917年に没した。壽童の子は流派を継承する意思が無く、門弟の間で推挙された若柳吉蔵が2代目の家元となった。
吉蔵は壽童が築いた地盤を足がかりに勢力を拡大し、また一方で1920年に新作舞踊の研究機関である「若柳舞踊研究会」を、1926年には歌舞伎舞踊を研究する「日本舞踊研究会」を立ち上げ、数多くの門弟を育てた。結果、若柳流は日本全国に広がり、全盛を極めた。

### 2代目没後の分裂
1943年に吉蔵が没した後は、その子である若柳正蔵が2世吉蔵を襲名し、3代目の家元となった。しかし2世吉蔵はまだ若く、一部の門弟からは家元制を廃し、理事制による流派の運営を主張する声があがった。2世吉蔵も一旦は理事制への移行に同意したが、後にそれを撤回。これにより若柳流は2世吉蔵を主とする宗家若柳流と、理事制を敷く正派若柳流に分裂することとなった。また、初世吉蔵の長女・2世吉蔵の姉であり、分家して関西地方を統括していた若柳吉世が独立。

### 正派若柳流
家元から離れた一派は「正派若柳流」を称し、理事制による流派の運営を行うことになった。運営機関として1951年に正派若柳会を設立。壽童の直弟子である若柳吉登代が総務理事となる。1955年に吉登代が世を去ると代わって若柳寿慶が総務に就いた。その後寿慶は派閥間の対立から1971年に独立し「直派若柳流」を立てるが、同年に寿慶が没すると、若柳吉駒を理事長とする寿慶協会と、若柳慶を会長とする寿慶会に分裂。さらに寿慶協会からは若柳寿宏が直派分家若柳流として独立し、寿慶会では若柳汎が汎栄会を立てた。

### 若柳流西
関西の勢力を統括するため分家していた若柳吉世は1950年に独立し、若柳流西家元となった。初期は本拠地から京都若柳流とも称した。2世吉蔵の薫陶を受けた門弟たちが結束しており、吉蔵の芸をよく受け継いでいると評されている。吉世の没後はその長女若柳吉世童が吉世を襲名し、後を継いでいる。また、芦屋から練馬に本拠をうつした。

## 参考資料
- 柴崎四郎 『通史花柳流 花の流れ一世紀』自由国民社、1985年。ISBN 978-4-426-50018-4
- 演劇出版社編『日本舞踊入門』2004年、ISBN 4-900256-89-7
- 藤田洋『日本舞踊ハンドブック改訂版』三省堂、2010年、ISBN 978-4-385-41066-1